# زلزال الحدود الإيرانية العراقية آب 2018
زلزال الحدود العراقية الإيرانية هو زلزال ضرب إيران بالقرب من المنطقة الحدودية بين العراق وإيران صباح يوم الأحد 26 آب/أغسطس 2018، بقوة وصلت إلى 6.1 درجة على مقياس درجة العزم، وقالت هيئة المسح الجيولوجى الأمريكية، إن زلزالا قوته 6.0 درجة وقع على بعد نحو 88 كيلومترا غربى- شمال غربى كرمنشاه في غرب إيران، بينما وصل أثر الزلزال على شكل هزات أرضية إلى مدينتي السليمانية وخانقين في العراق، ولقد وقع الزلزال على عمق 6 أميال فقط، وشعر الناس به في العراق في العاصمة بغداد وبقية المحافظات العراقية مثل: أربيل وديالى ودهوك والسليمانية، وفقا لما ذكرته قناة العراقية الحكومية،
ولقد أدى الزلزال إلى وفاة شخصين في إيران وإصابة نحو 241 آخرين بجروح أغلبهم في مدينة طازه أباد شمال شرقي محافظة كرمانشاه.

## الأضرار والخسائر
أدى الزلزال إلى وفاة شخصين في إيران وإصابة نحو 241 آخرين بجروح.